# Darüşşafaka SK
Darüşşafaka Spor Kulübü (în română: Clubul Sportiv Darüșșafaka) este un club profesionist de baschet din Istanbul, Turcia. Clubul joacă în Super Liga Turcă de Baschet. Meciurile de acasă din campionatul Turciei se joacă în Sala Sporturilor Darüșșafaka Ayhan Șahenk, cu o capacitate de 3.500 de locuri, în timp ce meciurile de pe teren propriu din Euroligă se dispută pe Volkswagen Arena, cu o capacitate de 5.240 de locuri. La începutul sezonului 2013-2014, clubul a semnat un acord pe termen lung cu Doğuș Holding și și-a schimbat numele în Darüșșafaka & Doğuș.

## Istoria
Din 1993 până în 2010, Darüşşafaka a fost o echipă stabilă din prima ligă turcă. În sezoanele 2000-2001 și 2001-2002, echipa a ocupat locul al treilea în sezonul regulat. În sezonul 2009-2010 clubul a terminat pe locul 16 în Super Liga Turcă și a retrogradat. Din 2010 până în 2013 echipa era una de mijlocul clasamentului în divizia secundă din Turcia.

### Darüşşafaka& Doğuș (2013–prezent)
În 2013, Doğuș Holding a devenit sponsorul principal al echipei, ceea ce a dus la transformarea instantanee a clubului într-unul bogat și ambițios club. În sezonul 2013-2014, a câștigat liga a doua din Turcia și a promovat în Super Liga Turcă
În sezonul 2014-2015, Darüșșafaka a ocupat locul al treilea în sezonul regulat, după aducerea unor nume mari în cadrul echipei, precum Renaldas Seibutis și Jamon Gordon. În ciuda așteptărilor imense, echipa a pierdut în sferturile de finală ale playoff-ul în fața celor de la Trabzonspor B.K..
Echipa a primit un wild card pentru sezonul 2015-2016 al Euroligii.

## Arene
Darüşşafaka joacă meciurile de acasă din Super Liga Turcă în Sala Sporturilor Darüșșafaka Ayhan Șahenk Sala de Sport cu o capacitate de 3.500 de locuri. În noiembrie 2015, a fost inaugurată oficial, Volkswagen Arena Istanbul arena pentru meciurile de acasă din Euroligă.

## Palmares
- Campionatul Turciei
  - Titluri (2): 1961, 1962
  - Vicecampioana (1): 1960
- Cupa Turciei
  - Finalistă (2): 2002, 2016
- A doua divizie de baschet a Turciei
  - Titluri (1): 2014
- Liga de Baschet din Istanbul
  - Titluri (1): 1960
  - Locul al treilea (3): 1961, 1962, 1963

## Sezoane
| Sezon     | Nivel | Liga | Poz. | Rezultat           | Cupa Turciei | Competiții europene | Competiții europene | Antrenor principal | Cel mai bun marcator    |
| --------- | ----- | ---- | ---- | ------------------ | ------------ | ------------------- | ------------------- | ------------------ | ----------------------- |
| 2012–2013 | 2     | TB2L | 6    | Sferturi de finală | –            | –                   | –                   | Aziz Bekir         | Marcus Hall – 17.9      |
| 2013–14   | 2     | TB2L | 1    | Promovată ▲        | –            | –                   | –                   | Orhun Ene          | Lynn Greer – 17.3       |
| 2014–2015 | 1     | TBL  | 3    | Sferturi de finală | Semifinale   | –                   | –                   | Oktay Mahmuti      | Jordan Farmar – 14.9    |
| 2015–2016 | 1     | BSL  | 4    | Semifinale         | Finalistă    | Euroliga            | T16                 | Oktay Mahmuti      | Scottie Wilbekin – 12.9 |

## Jucători importanți
| - Burak Sezgin - Cevher Özer - Cüneyt Erden - Emre Ekim - Erdem Türetken - Faruk Beșok - Hakan Köseoğlu - Hicri Güneri - Mehmet Kahyaoğlu - Murat Kösedağ - Orhan Güler - Ömer Kahyaoğlu - Recep Ertaș - Semih Erden - Serdar Tabay | - Sinan Güler - Tufan Ersöz - Zaza Enden - Vitali Nossov - Leonid Yaylo - Oleksandr Okunskiy - Acie Earl - Alexander Jensen - Clarence Gilbert - Dexter Lyons - George Gilmore - Henry Dobie - John Whorton - Kelvin Gibbs - Renaldas Seibutis | - Kevin Rice - Lamont Strothers - Marques Bragg - Michael Ansley - Michael Meeks - Mike Jones - Richie Frahm - Ryan McDade - Sean Green - Steve Rogers - Maarty Leunen - Jermareo Davidson - Quincy Douby - Clifford Hammonds - Jordan Farmar |

### Antrenori importanți
- Yalçın Granit
- Orhun Preia Controlul Balonului Orhun Ene